# 이스마일리아 스타디움
이스마일리아 스타디움(아랍어: ملعب الاسماعيلية, 영어: Ismailia Stadium)은 이집트 이스마일리아에 위치한 경기장으로 총 수용 인원은 18,525명이다. 2019년 아프리카컵을 위해 2019년 리모델링을 거쳐 30,000석으로 업그레이드되었다. 현재는 이스마일리 SC가 사용하고 있으며, 이집트에서 열린 2006년 아프리카 네이션스컵, 2009년 FIFA U-20 월드컵, 2019년 아프리카 네이션스컵 경기장이었다.